# مورو صوماليا
مورو صوماليا (بالإنجليزية: Moro Sumaila)‏ هو لاعب كرة قدم غاني، ولد في 20 يونيو 1995 في غانا.